# Interstate 85
Interstate 85 eller I-85 är en väg, Interstate Highway, i USA. 

## Externa länkar

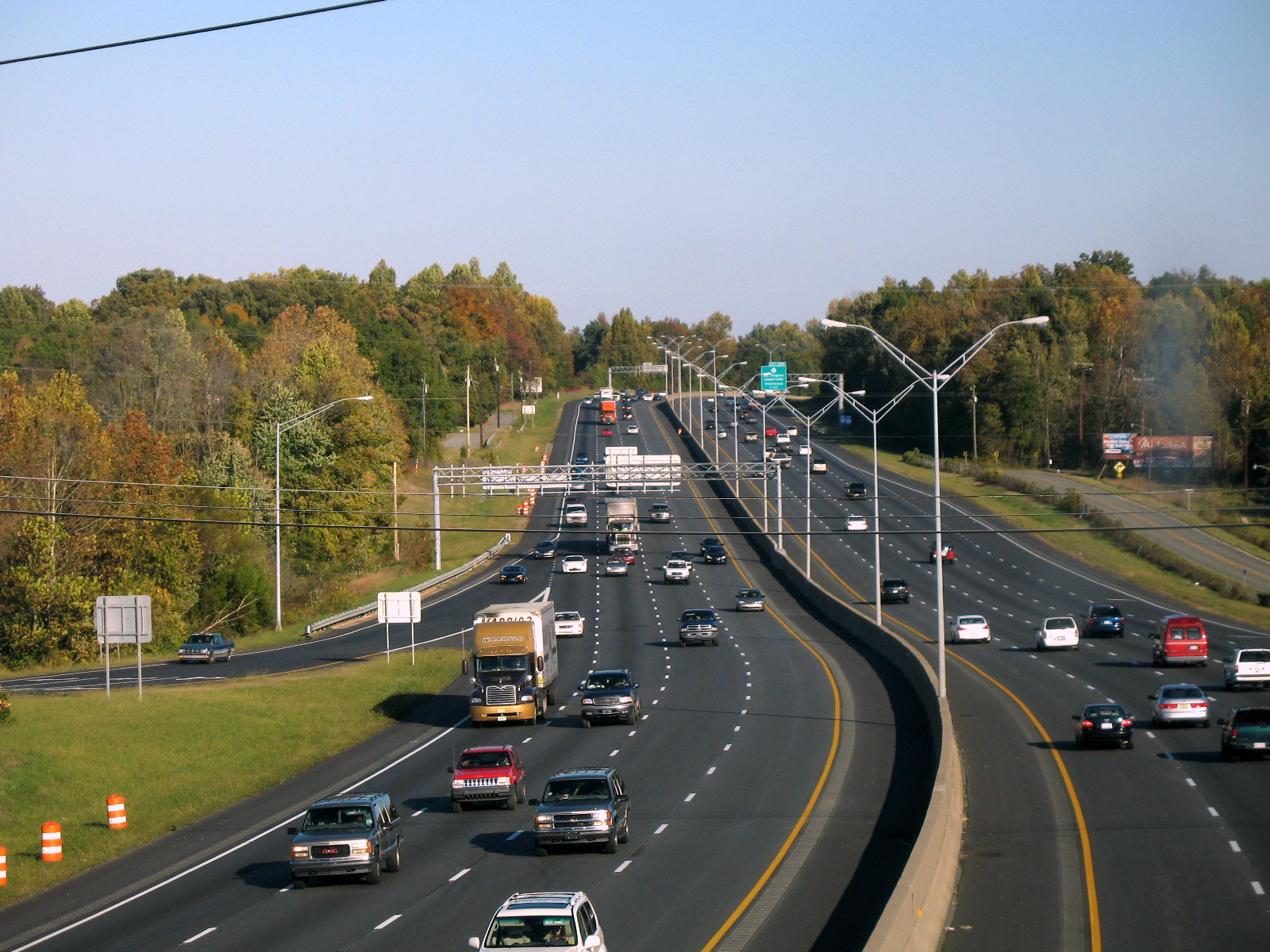
Interstate 85 i staden Burlington

## Delstater vägen går igenom
- Alabama
- Georgia
- South Carolina
- North Carolina
- Virginia